# Póvoa de Santarém
Póvoa de Santarém est une ancienne freguesia portugaise située dans le district de Santarém.
Avec une superficie de 8,09 km2 et une population de 641 habitants (2001), la paroisse possède une densité de 79,3 hab/km2.

## Histoire
La loi no 11-A/2013 du 28 janvier 2013, portant réorganisation administrative du territoire des freguesias, fusionne Póvoa de Santarém avec les paroisses voisines d’Achete et Azoia de Baixo. La nouvelle paroisse prend le nom d’União das Freguesias de Achete, Azoia de Baixo e Póvoa de Santarém et son siège est fixé à Achete.